# Закшево-Залесе
Закшево-Залесе (пол. Zakrzewo-Zalesie) — село в Польщі, у гміні Шульбоже-Велькі Островського повіту Мазовецького воєводства.
Населення — 109 осіб (2011).
У 1975-1998 роках село належало до Ломжинського воєводства.

## Демографія
Демографічна структура станом на 31 березня 2011 року:
|          | Загалом | Допрацездатний вік | Працездатний вік | Постпрацездатний вік |
| -------- | ------- | ------------------ | ---------------- | -------------------- |
| Чоловіки | 47      | 9                  | 33               | 5                    |
| Жінки    | 62      | 16                 | 33               | 13                   |
| Разом    | 109     | 25                 | 66               | 18                   |